# Peoria Heights
Peoria Heights – wieś w Stanach Zjednoczonych, w stanie Illinois, w hrabstwie Peoria.